# Андре, Иоганн
Иоганн Андре (нем. Johann André; 1741—1799) — немецкий музыкант, композитор и музыкальный издатель, отец Иоганна Антона Андре (1775—1842), который продолжил издательское дело отца и тоже стал известным германским композитором своего времени.

## Биография
Иоганн Андре родился в Оффенбах-ам-Майне 28 марта 1741 года.
Отец Иоганна надеялся, что мальчик станет купцом, но Андре ещё в детстве пристрастился к музыке, которой занимался в основном самостоятельно. Среди его самых близких друзей в Оффенбах-ам-Майне был Гёте где он изображен в книге автобиографии Гёте «Поэзия и правда» (во время его помолвки с Анной Элизабет Шенеман) в 1775 году.
После того, как Иоганн Андре приобрёл себе известность своими сочинениями и основал в 1774 году в родном городе музыкальную издательскую фирму вместе с нотопечатанием, он был приглашен в 1777 году капельмейстером в Немецкий театр в Берлин.
В этой должности Андре оставался до 1784 года, после чего отправился обратно в Оффенбах для ведения своих музыкальных дел. Перед своим отъездом он получил от маркграфа бранденбург-шведтского звание придворного капельмейстера.

Андре довел свою до сих пор существующую фирму до цветущего состояния посредством изданий своих и чужих произведений. Согласно ЭСБЕ: 

«Его композиции, отличающиеся свежестью и натуральностью, состоят из инструментальных сочинений, песен (между ними особенно распространена и сделалась даже народною песнью „Bekränzt mit Laub den lieben vollen Becher“), опер и оперетт (числом около 30).»

Иоганн Андре скончался 18 июня 1799 года в городе Оффенбахе.

## Сочинения Андре
- Der Töpfer (Hanau, 1773)
- Erwin und Elmire (André)|Erwin und Elmire (Frankfurt, 1775)
- Der alte Freyer (Frankfurt, 1775)
- Herzog Michael oder Die Nachtigall (Berlin, 1775)
- Der Barbier von Sevilien oder Die unnütze Vorsicht (Berlin 1776)
- Die Bezauberten oder Peter und Hannchen (Berlin, 1777)
- Der Fürst im höchsten Glanze (Berlin, 1777)
- Die Schadenfreude (Berlin, 1778)
- Der Alchymist oder Der Liebesteufel (Berlin, 1778)
- Laura Rosetti (Berlin, 1778)
- Die Grazien (Berlin, 1778)
- Azakia (Berlin, 1778)
- Claudine von Villa Bella (Berlin, 1778)
- Das tartarische Gesetz (Berlin, 1779)
- Alter schützt vor Thorheit nicht (Mannheim, 1779)
- Die Friedensfeyer oder Die unvermuthete Wiederkunft (Berlin, 1779)
- Friedrichs glorreichster Sieg (Berlin, 1779)
- Kurze Thorheit ist die beste (Berlin, 1780)
- Das wüthende Heer oder Das Mädchen im Thurme (Berlin, 1780)
- Heinrich der Erhabene aus dem Stamme der Brennen (Berlin, 1780)
- Der Zauberspiegel (Berlin, 1781)
- Belmont und Constanze oder Die Entführung aus dem Serail (Berlin, 1781)
- Mehr als Großmuth (Berlin, 1781)
- Elmine (Berlin, 1782)
- Eins wird doch helfen oder Die Werbung aus Liebe (Berlin, 1782)
- Der Liebhaber als Automat oder Die redende Maschine (Berlin, 1782)
- Der Barbier von Bagdad (Berlin, 1783)
- Der Bräutigam in der Klemme (Frankfurt, 1796)